# Вулиця Грецька (Маріуполь)
Вулиця Грецька — центральна вулиця Маріуполя. Розташована в Центральному районі.

## Історія

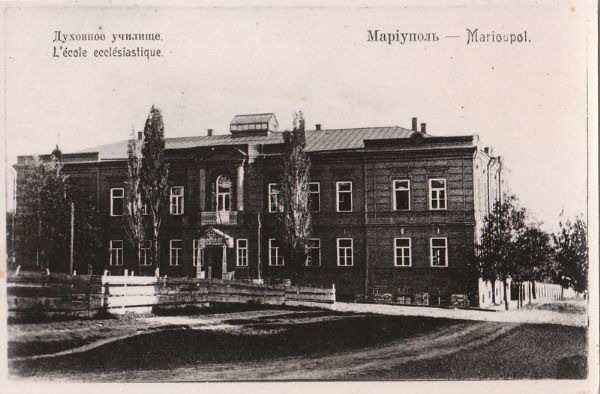
Маріупольське духовне училище

Вулиця виникла на початку XIX століття йшла від Катеринської на північ у напрямок долини Кальчика.
Перетинаючись із Миколаївською вулицею, Грецька йде круто додолу, утворюючи узвіз. Тут на розі Митрополитської і Грецької вулиць у 1880 році було побудовано чудова двоповерхова будівля з червоної формувальної цегли спеціально для Маріупольського духовного училища. Його зовнішній вигляд мало змінився, збереглися розміри по фасаду, скромні прикраси над вікнами і балкон над парадним входом. Колись дах закінчувався трикутним фронтоном. Будівля збереглася до наших днів без значних змін. Її сучасна адреса — Митрополитська, 37.
11 вересня 1880 року проведено урочисте освячення училища Феодосієм — єпископом Катеринославським і Таганрозьким. У 1881 році при училищі влаштували церкву в ім'я Різдва Іоанна Предтечі.

## Загальна характеристика
Вулиця Грецька — чи не найдовша у Старому місті. Вона бере початок від урвища неподалік від залізничного вокзалу (Верхня Слобідка). Проходить поверху історичного центру Маріуполя. І через Карасівку йде на Верхні Аджахи, прямуючи ледь не Кальчика. Слід зауважити, що переважно азимут йде із півдня на північ — схід — північ паралельно Кальміусу.
Покриття на відтинку від Миколаївської в яругу до Готфейської стара бита бруківка. На відтинку від вулиці Семенішина до Підгірної 100 м слугує спуском до центрального залізничного вокзалу. Далі до Миколаївської дублюючий вулицю Куїнджі (в обхід центру та уникнення світлофорів, трафіку) транспортний коридор.
Далі аж бульвару Шевченка не має жодного транспортного значення, як тільки не для місцевих, через жахливе покриття (бруківка). Далі ж Верхніми Аджахами ходив трамвай № 2, який було знято, а дорожнє полотно добре покладене. До того ж великогабаритні вантажівки Грецькою не їздять. Тож далі Аджахами рухаються дві маршрутки та один автобус, що йдуть через центральний автовокзал у центр, далі в порт і на Черьомушки.

## Перетин
- Підгірна
- Семенішина
- Пушкіна
- Італійська
- Георгіївська
- проспект Миру
- Миколаївська
- Митрополитська
- Фонтанна
- Євпаторійська
- Кафайська
- Готфейська
- Карасівська
- бульвар Шевченка
- Мар'їнська
- Успенська
- провулок Кальміуський
- Кальміуська
- Кальчанська
- провулок Левицького
- провулок Грецький
- Левицького
- провулок Заводський
- 10 Вересня
- провулок Семенішина
- провулок Правобережний
- провулок Воїнський
- Площа Правобережна

## Джерело
- Проценко А. Д. Улицами старого Мариуполя, 2003 г. ББК 71.4 (4УКР-4ДОН)